# Vaahteraliiga 2016
Die Vaahteraliiga 2016 war die 37. Saison der Vaahteraliiga, der höchsten Spielklasse des American Football in Finnland. Sie begann am 13. Mai und endete am 3. September 2016 mit dem Vaahteramalja XXXVII (auch Maple Bowl XXXVII), dem Finale um die finnische Meisterschaft. Die Vaahteraliiga wurde vom finnischen American-Football-Verband SAJL organisiert. Finnischer Meister wurde der Titelverteidiger und Rekordmeister Helsinki Roosters. Als bester Ligaspieler des Jahres wurde Linebacker Chris Young von den Wasa Royals ausgezeichnet.

## Teilnehmer und Modus
Die folgenden sieben Vereine spielten in der regulären Saison jeweils zweimal gegeneinander, sodass jedes Team insgesamt sechs Heimspiele hatte. Anschließend kamen die besten vier Teams in die Play-offs, in denen das bestplatzierte gegen das viertplatzierte Team sowie der Zweite gegen den Dritten im Halbfinale antrat.
- Helsinki Roosters (Meister 2015)
- Porvoo Butchers
- Seinäjoki Crocodiles
- Tampere Saints
- Turku Trojans
- Vantaan TAFT
- Wasa Royals

## Regular Season

### Spielplan
| Spieltag 1 (13. Mai 2016) | Spieltag 1 (13. Mai 2016) | Spieltag 1 (13. Mai 2016) | Spieltag 1 (13. Mai 2016) | Spieltag 1 (13. Mai 2016) | Spieltag 1 (13. Mai 2016) |
| Datum                     | Heimteam                  | Erg.                      | Auswärtsteam              | Zuschauer                 |                           |
| ------------------------- | ------------------------- | ------------------------- | ------------------------- | ------------------------- | ------------------------- |
| 13. Mai 2016              | Vantaan TAFT              | 15 : 57                   | Turku Trojans             | 0704                      |                           |

| Spieltag 2 (20. – 22. Mai 2016) | Spieltag 2 (20. – 22. Mai 2016) | Spieltag 2 (20. – 22. Mai 2016) | Spieltag 2 (20. – 22. Mai 2016) | Spieltag 2 (20. – 22. Mai 2016) | Spieltag 2 (20. – 22. Mai 2016) |
| Datum                           | Heimteam                        | Erg.                            | Auswärtsteam                    | Zuschauer                       |                                 |
| ------------------------------- | ------------------------------- | ------------------------------- | ------------------------------- | ------------------------------- | ------------------------------- |
| 20. Mai 2016                    | Vantaan TAFT                    | 0 : 17                          | Wasa Royals                     | 0361                            |                                 |
| 21. Mai 2016                    | Seinäjoki Crocodiles            | 62 : 0                          | Tampere Saint                   | 0315                            |                                 |
| 22. Mai 2016                    | Helsinki Roosters               | 38 : 07                         | Turku Trojans                   | 0555                            |                                 |

| Spieltag 3 (27. – 30. Mai 2016) | Spieltag 3 (27. – 30. Mai 2016) | Spieltag 3 (27. – 30. Mai 2016) | Spieltag 3 (27. – 30. Mai 2016) | Spieltag 3 (27. – 30. Mai 2016) | Spieltag 3 (27. – 30. Mai 2016) |
| Datum                           | Heimteam                        | Erg.                            | Auswärtsteam                    | Zuschauer                       |                                 |
| ------------------------------- | ------------------------------- | ------------------------------- | ------------------------------- | ------------------------------- | ------------------------------- |
| 27. Mai 2016                    | Seinäjoki Crocodiles            | 17 : 06                         | Wasa Royals                     | 0862                            |                                 |
| 28. Mai 2016                    | Tampere Saints                  | 13 : 50                         | Turku Trojans                   | 0670                            |                                 |
| 30. Mai 2016                    | Helsinki Roosters               | 21 : 12                         | Porvoo Butchers                 | 0561                            |                                 |

| Spieltag 4 (3. – 6. Juni 2016) | Spieltag 4 (3. – 6. Juni 2016) | Spieltag 4 (3. – 6. Juni 2016) | Spieltag 4 (3. – 6. Juni 2016) | Spieltag 4 (3. – 6. Juni 2016) | Spieltag 4 (3. – 6. Juni 2016) |
| Datum                          | Heimteam                       | Erg.                           | Auswärtsteam                   | Zuschauer                      |                                |
| ------------------------------ | ------------------------------ | ------------------------------ | ------------------------------ | ------------------------------ | ------------------------------ |
| 3. Juni 2016                   | Porvoo Butchers                | 07 : 35                        | Seinäjoki Crocodiles           | 0302                           |                                |
| 4. Juni 2016                   | Turku Trojans                  | 26 : 21                        | Wasa Royals                    | 0632                           |                                |
| 6. Juni 2016                   | Helsinki Roosters              | 31 : 20                        | Vantaan TAFT                   | 0421                           |                                |

| Spieltag 5 (10. – 12. Juni 2016) | Spieltag 5 (10. – 12. Juni 2016) | Spieltag 5 (10. – 12. Juni 2016) | Spieltag 5 (10. – 12. Juni 2016) | Spieltag 5 (10. – 12. Juni 2016) | Spieltag 5 (10. – 12. Juni 2016) |
| Datum                            | Heimteam                         | Erg.                             | Auswärtsteam                     | Zuschauer                        |                                  |
| -------------------------------- | -------------------------------- | -------------------------------- | -------------------------------- | -------------------------------- | -------------------------------- |
| 10. Juni 2016                    | Helsinki Roosters                | 62 : 18                          | Tampere Saints                   | 0273                             |                                  |
| 11. Juni 2016                    | Seinäjoki Crocodiles             | 42 : 0                           | Vantaan TAFT                     | 0686                             |                                  |
| 12. Juni 2016                    | Wasa Royals                      | 23 : 09                          | Porvoo Butchers                  | 1580                             |                                  |

| Spieltag 6 (17. – 21. Juni 2016) | Spieltag 6 (17. – 21. Juni 2016) | Spieltag 6 (17. – 21. Juni 2016) | Spieltag 6 (17. – 21. Juni 2016) | Spieltag 6 (17. – 21. Juni 2016) | Spieltag 6 (17. – 21. Juni 2016) |
| Datum                            | Heimteam                         | Erg.                             | Auswärtsteam                     | Zuschauer                        |                                  |
| -------------------------------- | -------------------------------- | -------------------------------- | -------------------------------- | -------------------------------- | -------------------------------- |
| 17. Juni 2016                    | Porvoo Butchers                  | 17 : 14                          | Vantaan TAFT                     | 0285                             |                                  |
| 19. Juni 2016                    | Turku Trojans                    | 24 : 27                          | Seinäjoki Crocodiles             | 0742                             |                                  |
| 21. Juni 2016                    | Porvoo Butchers                  | 29 : 52                          | Tampere Saints                   | 0288                             |                                  |

| Spieltag 7 (1. – 4. Juli 2016) | Spieltag 7 (1. – 4. Juli 2016) | Spieltag 7 (1. – 4. Juli 2016) | Spieltag 7 (1. – 4. Juli 2016) | Spieltag 7 (1. – 4. Juli 2016) | Spieltag 7 (1. – 4. Juli 2016) |
| Datum                          | Heimteam                       | Erg.                           | Auswärtsteam                   | Zuschauer                      |                                |
| ------------------------------ | ------------------------------ | ------------------------------ | ------------------------------ | ------------------------------ | ------------------------------ |
| 1. Juli 2016                   | Turku Trojans                  | 51 : 27                        | Vantaan TAFT                   | 0657                           |                                |
| 2. Juli 2016                   | Tampere Saints                 | 28 : 38                        | Porvoo Butchers                | 0455                           |                                |
| 4. Juli 2016                   | Wasa Royals                    | 07 : 14                        | Helsinki Roosters              | 1357                           |                                |

| Spieltag 8 (8. – 11. Juli 2016) | Spieltag 8 (8. – 11. Juli 2016) | Spieltag 8 (8. – 11. Juli 2016) | Spieltag 8 (8. – 11. Juli 2016) | Spieltag 8 (8. – 11. Juli 2016) | Spieltag 8 (8. – 11. Juli 2016) |
| Datum                           | Heimteam                        | Erg.                            | Auswärtsteam                    | Zuschauer                       |                                 |
| ------------------------------- | ------------------------------- | ------------------------------- | ------------------------------- | ------------------------------- | ------------------------------- |
| 8. Juli 2016                    | Tampere Saints                  | 29 : 28                         | Vantaan TAFT                    | 0460                            |                                 |
| 9. Juli 2016                    | Seinäjoki Crocodiles            | 27 : 29                         | Helsinki Roosters               | 0810                            |                                 |
| 10. Juli 2016                   | Turku Trojans                   | 42 : 20                         | Porvoo Butchers                 | 0611                            |                                 |
| 12. Juli 2016                   | Tampere Saints                  | 49 : 42                         | Wasa Royals                     | 0652                            |                                 |

| Spieltag 9 (15. – 17. Juli 2016) | Spieltag 9 (15. – 17. Juli 2016) | Spieltag 9 (15. – 17. Juli 2016) | Spieltag 9 (15. – 17. Juli 2016) | Spieltag 9 (15. – 17. Juli 2016) | Spieltag 9 (15. – 17. Juli 2016) |
| Datum                            | Heimteam                         | Erg.                             | Auswärtsteam                     | Zuschauer                        |                                  |
| -------------------------------- | -------------------------------- | -------------------------------- | -------------------------------- | -------------------------------- | -------------------------------- |
| 15. Juli 2016                    | Turku Trojans                    | 13 : 33                          | Helsinki Roosters                | 0711                             |                                  |
| 16. Juli 2016                    | Seinäjoki Crocodiles             | 52 : 19                          | Porvoo Butchers                  | 0423                             |                                  |
| 17. Juli 2016                    | Wasa Royals                      | 40 : 0                           | Vantaan TAFT                     | 0852                             |                                  |

| Spieltag 10 (22. – 24. Juli 2016) | Spieltag 10 (22. – 24. Juli 2016) | Spieltag 10 (22. – 24. Juli 2016) | Spieltag 10 (22. – 24. Juli 2016) | Spieltag 10 (22. – 24. Juli 2016) | Spieltag 10 (22. – 24. Juli 2016) |
| Datum                             | Heimteam                          | Erg.                              | Auswärtsteam                      | Zuschauer                         |                                   |
| --------------------------------- | --------------------------------- | --------------------------------- | --------------------------------- | --------------------------------- | --------------------------------- |
| 22. Juli 2016                     | Porvoo Butchers                   | 14 : 62                           | Helsinki Roosters                 | 0312                              |                                   |
| 24. Juli 2016                     | Turku Trojans                     | 39 : 0                            | Tampere Saints                    | 0707                              |                                   |
| 24. Juli 2016                     | Wasa Royals                       | 24 : 32                           | Seinäjoki Crocodiles              | 1589                              |                                   |

| Spieltag 11 (29. Juli – 1. August 2016) | Spieltag 11 (29. Juli – 1. August 2016) | Spieltag 11 (29. Juli – 1. August 2016) | Spieltag 11 (29. Juli – 1. August 2016) | Spieltag 11 (29. Juli – 1. August 2016) | Spieltag 11 (29. Juli – 1. August 2016) |
| Datum                                   | Heimteam                                | Erg.                                    | Auswärtsteam                            | Zuschauer                               |                                         |
| --------------------------------------- | --------------------------------------- | --------------------------------------- | --------------------------------------- | --------------------------------------- | --------------------------------------- |
| 29. Juli 2016                           | Tampere Saints                          | 14 : 42                                 | Seinäjoki Crocodiles                    | 0680                                    |                                         |
| 31. Juli 2016                           | Wasa Royals                             | 28 : 25                                 | Turku Trojans                           | 0685                                    |                                         |
| 1. August 2016                          | Vantaan TAFT                            | 13 : 29                                 | Helsinki Roosters                       | 0423                                    |                                         |

| Spieltag 12 (5. – 7. August 2016) | Spieltag 12 (5. – 7. August 2016) | Spieltag 12 (5. – 7. August 2016) | Spieltag 12 (5. – 7. August 2016) | Spieltag 12 (5. – 7. August 2016) | Spieltag 12 (5. – 7. August 2016) |
| Datum                             | Heimteam                          | Erg.                              | Auswärtsteam                      | Zuschauer                         |                                   |
| --------------------------------- | --------------------------------- | --------------------------------- | --------------------------------- | --------------------------------- | --------------------------------- |
| 5. August 2017                    | Porvoo Butchers                   | 12 : 31                           | Wasa Royals                       | 0256                              |                                   |
| 6. August 2017                    | Tampere Saints                    | 07 : 31                           | Helsinki Roosters                 | 0430                              |                                   |
| 7. August 2017                    | Vantaan TAFT                      | 07 : 31                           | Seinäjoki Crocodiles              | 0161                              |                                   |

| Spieltag 13 (12. – 16. August 2016) | Spieltag 13 (12. – 16. August 2016) | Spieltag 13 (12. – 16. August 2016) | Spieltag 13 (12. – 16. August 2016) | Spieltag 13 (12. – 16. August 2016) | Spieltag 13 (12. – 16. August 2016) |
| Datum                               | Heimteam                            | Erg.                                | Auswärtsteam                        | Zuschauer                           |                                     |
| ----------------------------------- | ----------------------------------- | ----------------------------------- | ----------------------------------- | ----------------------------------- | ----------------------------------- |
| 12. August 2017                     | Helsinki Roosters                   | 23 : 27                             | Seinäjoki Crocodiles                | 0612                                |                                     |
| 13. August 2017                     | Porvoo Butchers                     | 22 : 37                             | Turku Trojans                       | 0190                                |                                     |
| 14. August 2017                     | Vantaan TAFT                        | 22 : 36                             | Tampere Saints                      | 0205                                |                                     |
| 16. August 2017                     | Helsinki Roosters                   | 28 : 14                             | Wasa Royals                         | 0417                                |                                     |

| Spieltag 14 (19. – 21. August 2016) | Spieltag 14 (19. – 21. August 2016) | Spieltag 14 (19. – 21. August 2016) | Spieltag 14 (19. – 21. August 2016) | Spieltag 14 (19. – 21. August 2016) | Spieltag 14 (19. – 21. August 2016) |
| Datum                               | Heimteam                            | Erg.                                | Auswärtsteam                        | Zuschauer                           |                                     |
| ----------------------------------- | ----------------------------------- | ----------------------------------- | ----------------------------------- | ----------------------------------- | ----------------------------------- |
| 19. August 2016                     | Seinäjoki Crocodiles                | 31 : 26                             | Turku Trojans                       | 0712                                |                                     |
| 21. August 2016                     | Vantaan TAFT                        | 21 : 14                             | Porvoo Butchers                     | 0205                                |                                     |
| 21. August 2016                     | Wasa Royals                         | 48 : 14                             | Tampere Saints                      | 0801                                |                                     |

### Tabelle
| Pl. | Team                 | Sp. | S  | U | N  | TD      | Diff. | Punkte | SQ    |
| --- | -------------------- | --- | -- | - | -- | ------- | ----- | ------ | ----- |
| 1   | Seinäjoki Crocodiles | 12  | 11 | 0 | 1  | 425:179 | +246  | 22:2   | 0,917 |
| 2   | Helsinki Roosters    | 12  | 9  | 0 | 3  | 401:179 | +222  | 22:2   | 0,917 |
| 3   | Turku Trojans        | 12  | 7  | 0 | 5  | 397:275 | +122  | 14:10  | 0,583 |
| 4   | Wasa Royals          | 12  | 6  | 0 | 6  | 301:226 | 0+75  | 12:12  | 0,500 |
| 5   | Tampere Saints       | 12  | 4  | 0 | 8  | 260:493 | −233  | 8:16   | 0,333 |
| 6   | Porvoo Butchers      | 12  | 2  | 0 | 10 | 213:418 | −205  | 4:20   | 0,167 |
| 7   | Vantaan TAFT         | 12  | 1  | 0 | 11 | 167:394 | −227  | 2:22   | 0,083 |

Qualifikation für die Play-offs.

Quelle: sajl.org.

### Erfolgreichste Scorer
| Pl. | Spieler        | Team                 | Pos.    | TD | Punkte | Punkte pro Spiel |
| --- | -------------- | -------------------- | ------- | -- | ------ | ---------------- |
| 1   | Chris Douglas  | Turku Trojans        | RB      | 19 | 114    | 9,5              |
| 2   | RJ Long        | Wasa Royals          | WR      | 07 | 042    | 7,0              |
| 3   | Jaycen Taylor  | Helsinki Roosters    | RB      | 10 | 068    | 6,8              |
| 4   | Timothy Thomas | Seinäjoki Crocodiles | WR      | 13 | 078    | 6,5              |
|     | Niko Lester    | Seinäjoki Crocodiles | WR / KR | 13 | 078    | 6,5              |

Quelle: sajl.org

## Play-offs
|  | Halbfinale | Halbfinale           | Halbfinale |  |  | Maple Bowl XXXVII | Maple Bowl XXXVII    | Maple Bowl XXXVII |
|  |            |                      |            |  |  |                   |                      |                   |
|  |            |                      |            |  |  |                   |                      |                   |
|  | 1          | Seinäjoki Crocodiles | 14         |  |  |                   |                      |                   |
|  | 4          | Wasa Royals          | 9          |  |  |                   |                      |                   |
|  |            |                      |            |  |  | 1                 | Seinäjoki Crocodiles | 0                 |
|  |            |                      |            |  |  | 2                 | Helsinki Roosters    | 10                |
|  | 2          | Helsinki Roosters    | 31         |  |  |                   |                      |                   |
|  | 3          | Turku Trojans        | 7          |  |  |                   |                      |                   |
|  |            |                      |            |  |  |                   |                      |                   |

### Halbfinale
|                                   |                                     |  |                      |                          |             |  |                                                                      |
|                                   | Seinäjoki 27. August 2016 15:30 Uhr |  | Seinäjoki Crocodiles | \| \| 14 : 9 \| \| \| \| | Wasa Royals |  | Jouppilanvuori / Eevia Areena Zuschauer: 1280 Referee: M. Makarainen |
| (0:0, 7:2, 7:7, 0:0) Spielbericht | Seinäjoki 27. August 2016 15:30 Uhr |  | Seinäjoki Crocodiles |                          | Wasa Royals |  | Jouppilanvuori / Eevia Areena Zuschauer: 1280 Referee: M. Makarainen |
|                                   | 14 : 9                              |  |                      |                          |             |  |                                                                      |
|                                   |                                     |  |                      |                          |             |  |                                                                      |

|                                     |                                    |  |                   |                          |               |  |                                                     |
|                                     | Helsinki 28. August 2016 15:30 Uhr |  | Helsinki Roosters | \| \| 31 : 7 \| \| \| \| | Turku Trojans |  | Brahen kenttä Zuschauer: 481 Referee: V. Lamminsalo |
| (0:0, 14:0, 14:7, 3:0) Spielbericht | Helsinki 28. August 2016 15:30 Uhr |  | Helsinki Roosters |                          | Turku Trojans |  | Brahen kenttä Zuschauer: 481 Referee: V. Lamminsalo |
|                                     | 31 : 7                             |  |                   |                          |               |  |                                                     |
|                                     |                                    |  |                   |                          |               |  |                                                     |

### Vaahteramalja XXXVII
Die Helsinki Roosters gewannen zum fünften Mal in Folge den Maple Bowl. Als wertvollster Spieler des Spiels wurde Defensive End Aleksi Aitala ausgezeichnet.
|                                   |                                      |  |                      |                          |                   |  |                                                        |
|                                   | Helsinki 3. September 2016 18:30 Uhr |  | Seinäjoki Crocodiles | \| \| 0 : 10 \| \| \| \| | Helsinki Roosters |  | Sonera Stadium Zuschauer: 2.674 Referee: V. Lamminsalo |
| (0:0, 0:7, 0:3, 0:0) Spielbericht | Helsinki 3. September 2016 18:30 Uhr |  | Seinäjoki Crocodiles |                          | Helsinki Roosters |  | Sonera Stadium Zuschauer: 2.674 Referee: V. Lamminsalo |
|                                   | 0 : 10                               |  |                      |                          |                   |  |                                                        |
|                                   |                                      |  |                      |                          |                   |  |                                                        |

## Auszeichnungen

### All Stars 2016
| Position               | Athlet               | Team                 |    | Position         | Athlet               | Team              |
| ---------------------- | -------------------- | -------------------- | -- | ---------------- | -------------------- | ----------------- |
| Offense                |                      |                      |    |                  |                      |                   |
| QB                     | Justin Sottilaire    | Seinäjoki Crocodiles |    | LT               | Iiro Luoto           | Helsinki Roosters |
| RB                     | Jaycen Taylor-Spears | Helsinki Roosters    | LG | Karri Kuuttila   | Turku Trojans        |                   |
| RB                     | Chris Douglas        | Turku Trojans        | G  | Vesa Mäkelä      | Wasa Royals          |                   |
| WR                     | Timothy Thomas       | Seinäjoki Crocodiles | RG | Jere Lahti       | Helsinki Roosters    |                   |
| WR                     | Mikko Seppänen       | Porvoo Butchers      | RT | Samuli Vehkomäki | Helsinki Roosters    |                   |
| WR                     | Spencer Cutlan       | Seinäjoki Crocodiles |    |                  |                      |                   |
| Defense                |                      |                      |    |                  |                      |                   |
| DE                     | Aleksi Aitala        | Helsinki Roosters    |    | LB               | Jim Barry            | Vantaa TAFT       |
| DT                     | Michael Galantini    | Porvoo Butchers      | CB | Tuomas Leinonen  | Seinäjoki Crocodiles |                   |
| DE                     | Filip Zacok          | Seinäjoki Crocodiles | S  | Dajon Newell     | Tampere Saints       |                   |
| LB                     | Chris Young          | Wasa Royals          | S  | Curtis Slater    | Helsinki Roosters    |                   |
| LB                     | Ilkka Koiranen       | Turku Trojans        | CB | Rufail Khalifa   | Wasa Royals          |                   |
| LB                     | Tero Kontiainen      | Porvoo Butchers      |    |                  |                      |                   |
| Special Teams          |                      |                      |    |                  |                      |                   |
| K / P                  | Spencer Cutlan       | Wasa Royals          |    |                  |                      |                   |
| Quelle: jenkkifutis.fi |                      |                      |    |                  |                      |                   |

### Awards
- Liga-MVP (Vuoden liigapelaaja): Chris Young, LB/DE, Wasa Royals
- Offensiv-Spieler des Jahres (Vuoden Hyökkääjä): Justin Sottilaire, QB, Seinäjoki Crocodiles
- Defensiv-Spieler des Jahres (Matti Lindholm Trophy): Aleksi Aitala, DE, Helsinki Rooters
- Rookie des Jahres: Mikko Seppänen,  WR, Porvoo Butchers
- Bester Line-Spieler: Iiro Luot, OL, Helsinki Roosters
- Ari Tuuli Trophy (Vuoden Etenijä): Mikko Seppänen, WR, Porvoo Butchers
- Bester Schiedsrichter: Veikko Lamminsalo